# Acacia flexifolia
Acacia flexifolia é uma espécie de leguminosa do gênero Acacia, pertencente à família Fabaceae.